# René Leuenberger
René Leuenberger (* 7. Februar 1951 in Allschwil; † Dezember 2010) war ein Schweizer Radrennfahrer.

## Sportliche Laufbahn
Leuenberger war Strassenradsportler. Er startete für den RC Olympia Biel. 1972 und 1974 siegte er im Bergzeitfahren Biel–Magglingen, 1974 im Amateurrennen der Meisterschaft von Zürich vor Iwan Schmid, 1975 im Eintagesrennen Tour du Lac Léman vor Hansjörg Aemisegger.
1975 wurde er Berufsfahrer im Radsportteam Filotex und blieb bis 1978 als Radprofi aktiv. 1976 war er im Gran Premio di Lugano  erfolgreich. 1977 kam er in der Volta a la Comunitat Valenciana hinter Bernt Johansson auf den zweiten Platz.
Im Giro d’Italia 1977 schied er aus. In der Tour de Suisse 1975 wurde er 32., 1976 schied er aus.